# 기지시시외버스정류장
기지시시외버스정류장(기지시정류소)은 충청남도 당진시 송악읍 기지시리에 있는 대한민국의 시외버스 정류장이다.
2014년 11월 12일부터 고속버스 노선에 대한 예매를 시작하였다. 이에 따라 부여받은 고속버스 전산망상의 터미널 번호는 486이다.
정류장 남동쪽에 당진 나들목이 있다.

## 운행 노선

### 고속버스
모두 당진종합버스터미널에서 출발하는 노선이며, 당진 기준 약 5분 뒤에 이 곳에 도착한다.
| 운행 노선         | 운행업체                   | 운행구간 | 운행구간 | 운행구간 | 경유지 | 배차 간격 | 시간표                                                        |
| ----------------- | -------------------------- | -------- | -------- | -------- | ------ | --------- | ------------------------------------------------------------- |
| 기지시 ↔ 서울호남 | 대원고속 충남고속 한양고속 | 기지시   | ↔        | 서울호남 | 무정차 | 9회       | 06:45, 08:10, 10:15, 12:05, 12:55, 14:50, 15:40, 18:15, 21:10 |
| 기지시 ↔ 대전     | 충남고속 한양고속          | 기지시   | ↔        | 대전     | 무정차 | 6회       | 08:05, 10:05, 12:05, 14:05, 17:05, 19:05                      |
| 기지시 ↔ 부산     | 천일고속 한일고속          | 기지시   | ↔        | 부산     | 무정차 | 4회       | 08:15, 11:35, 15:05 ,18:25                                    |
| 기지시 ↔ 부산서부 | 천일고속                   | 기지시   | ↔        | 부산서부 | 무정차 | 2회       | 09:35, 18:55                                                  |
| 기지시 ↔ 울산     | 충남고속                   | 기지시   | ↔        | 울산     | 신복   | 1회       | 10:05                                                         |

### 시외버스
- 모두 당진종합버스터미널에 출발하는 시외버스가 이 곳에 정차하며, 당진 기준 약 5분 뒤에 이 곳에 도착한다.
- 2015년 1월 21일에 경주 경유 포항행 노선이 신설되었다.[4]
- 2016년 3월 20일에 대구동부행 노선이 신설[5]됐으며, 동년 12월 12일 동대구복합환승센터의 개장과 함께 동대구터미널로 이전하여 현재에 이르고 있다.

| 방면        | 행선지 |
| ----------- | --- |
| 강원권 방면 | 춘천 |
| 수도권 방면 | 고양, 광명, 김포국제공항, 동두천, 동서울, 밀두리, 부천, 서울남부, 성남, 안산, 안성, 안양, 안중, 의정부, 인천, 인천국제공항, 수원, 평택 |
| 충청권 방면 | 공주, 구룡, 대전, 당진, 삽교천, 서대전, 서산, 신례원, 신창, 신평, 아산, 어송, 예산, 운산, 유구, 유성, 음암, 천안, 태안, 합덕           |
| 영남권 방면 | 구미, 경주, 동대구, 포항 |

### 시내버스
- 당진시의 시내버스
  - 북창, 세류, 합덕 방면 : 25번, 29번, 29-1번, 29-2번
  - 거산, 신평시장, 음섬 방면 : 26번, 26-1번, 26-2번, 26-3번
  - 거산, 신평시장, 남원포, 합덕 방면 : 25-1번
  - 거산, 신평, 세한대, 삽교천 방면 : 26-2번
  - 중흥, 내도, 한진, 복운, 이주단지, 공단 방면 : 20-1번, 22번, 22-2번, 22-3번, 22-5번, 23번, 23-1번
  - 금곡, 도원, 전대, 동부A, 신평시장 방면 : 27번
  - 영천리, 금곡리, 시곡2리, 초대2리 방면 : 27-1번
  - 정곡리 방면 : 28번
  - 송산, 명산리 방면 : 34번, 34-1번

## 특이 사항
- 당진, 서산, 태안 방면 시외버스 승차장 및 하차장은 매표소 건너편 오른쪽에 위치한 버스정류장에서 정차한다.
- 당진 방면 시내버스는 매표소 건너편에 위치한 CU편의점 앞에서 승차한다.
- 한진, 이주단지, 복운 방면 시내버스 이용 시 매표소 건너편 왼쪽에 위치한 당진 콜택시 가건물이 있는 버스정류장에서 정차한다.